# Le Miracle (chanson)
Pour les articles homonymes, voir Le Miracle.
Singles de Céline Dion
Parler à mon père
(2012) Qui peut vivre sans amour ?
(2013)
Pistes de Sans attendre
Parler à mon père Qui peut vivre sans amour ?
Le Miracle est une chanson de Céline Dion, il s'agit du deuxième single extrait de l'album studio Sans attendre. Le titre est écrit par Marie Bastide et composé par Gioacchino Maurici, la chanson est produite par Jacques Veneruso et Patrick Hampartzoumian.

## Vidéo clip
Le single Le Miracle fait l'objet d'un clip vidéo. Créé par le réalisateur français Thierry Vergnes, le clip est tourné le 2 octobre 2012 au club de golf Le Mirage, à Terrebonne au Québec. Thierry Vergnes a déjà produit le clip vidéo de Parler à mon père, un titre issu du même album.
Le titre parle d’amour et d’espoir. Il commence avec un simple piano, la voix s’envole grâce à une chorale qui se mêle à la voix de la chanteuse.
Le clip présente Céline Dion en extérieur dans un décor automnal, mais aussi à l'intérieur assise dans un canapé au coin du feu de la cheminée.
Le clip termine sur une citation du physicien théoricien Albert Einstein, "Il y a deux façons de vivre sa vie : L'une comme si rien n'était un miracle. L'autre en faisant comme si tout était un miracle."
La vidéo est dévoilée le 20 novembre 2012 sur le site officiel.

## Accueil critique
« Un titre pop que l'on fredonne dès la première écoute, mais malgré un tempo entraînant et accrocheur, les charmes s'usent rapidement ».
« Cette chanson laisse une mélodie qu’on a l’impression d’avoir déjà entendue, mais la présence de la chorale et la « Céline’s touch » font une nouvelle fois que cela fonctionne. Et plutôt très bien ».
« Une mélodie accrocheuse et un gimmick sautillant. Les chœurs d’enfants rentrent vite en tête et s’accordent bien au texte optimiste de ce deuxième single. À défaut de pouvoir prétendre au sommet des charts, il donne une dose de fraicheur bienvenue au catalogue de la star ».

## Promotion
Le 4 novembre 2012, la chaîne québécoise TVA diffuse une émission spéciale Céline Dion… sans attendre, Céline termine l'émission sur la chanson Le miracle, accompagnée de tous les académiciens, qui en assuraient les chœurs.
Le 24 novembre 2012, dans l'émission de variétés Céline Dion, le grand show diffusée sur France 2, Céline chante Le miracle avec la chorale des Enfants de la Comédie constituée d'une trentaine d'enfants vêtus en blanc. Cette émission est rediffusée sur le réseau TV5MONDE FBS de TV5 Monde en deux parties. La diffusion de la 1re a lieu le 1er mars 2013 et la 2e a lieu le 8 mars 2013.
Le 2 décembre 2012, Céline interprète Le miracle dans une émission Chabada - Spécial Céline Dion sur France 3 toujours avec cette même chorale d'enfant .
Le 17 décembre 2012, France 3 diffuse Céline Dion : en toute intimité où elle chante Le miracle.
Le 20 décembre 2012, NRJ 12 consacre sa soirée pour une émission spéciale We Love Celine, c'est pour clore cette diffusion qu'elle chante Le miracle accompagnée d'une chorale de quinze garçons vêtus en blanc.
Elle est rediffusée le 22 décembre 2012 sur NRJ 12, le 1er janvier 2013 sur Chérie 25 et également le 25 décembre 2012 sur RTL-TVI en Belgique.
Le 12 janvier 2013, France 2 propose un nouveau numéro du programme Simplement pour un soir présentée par Patrick Sabatier, où Céline interprète Ne me quitte pas mais aussi le titre Le miracle issu du spectacle Céline Dion, le grand show.
Le 20 janvier 2013, c'est sur France 2 que Céline interprète Le miracle dans Vivement dimanche, l'émission phare du présentateur Michel Drucker.

## Formats et liste des chansons
CD Promotionnel
1. "Le miracle" (Radio Edit) – 3:21

## Classement par pays
| Classement (2012)                          | Meilleure position |
| ------------------------------------------ | ------------------ |
| Belgique (Flandres Ultratip Chart)         | 53                 |
| Belgique (Wallonie Airplay Chart)          | 30                 |
| Belgique (Wallonie Singles Chart)          | 27                 |
| Belgique (Wallonie Ultratip Chart)         | 13                 |
| Canada (Adult Contemporary Chart)          | 21                 |
| France (SNEP)                              | 77                 |
| Pologne (Airplay)                          | 40                 |
| Québec (BDS Chart)                         | 1                  |
| Québec (Quebec Adult Contemporary Chart)   | 1                  |
| Québec (Quebec Radio Correspondents Chart) | 1                  |